# Joseph Lanner

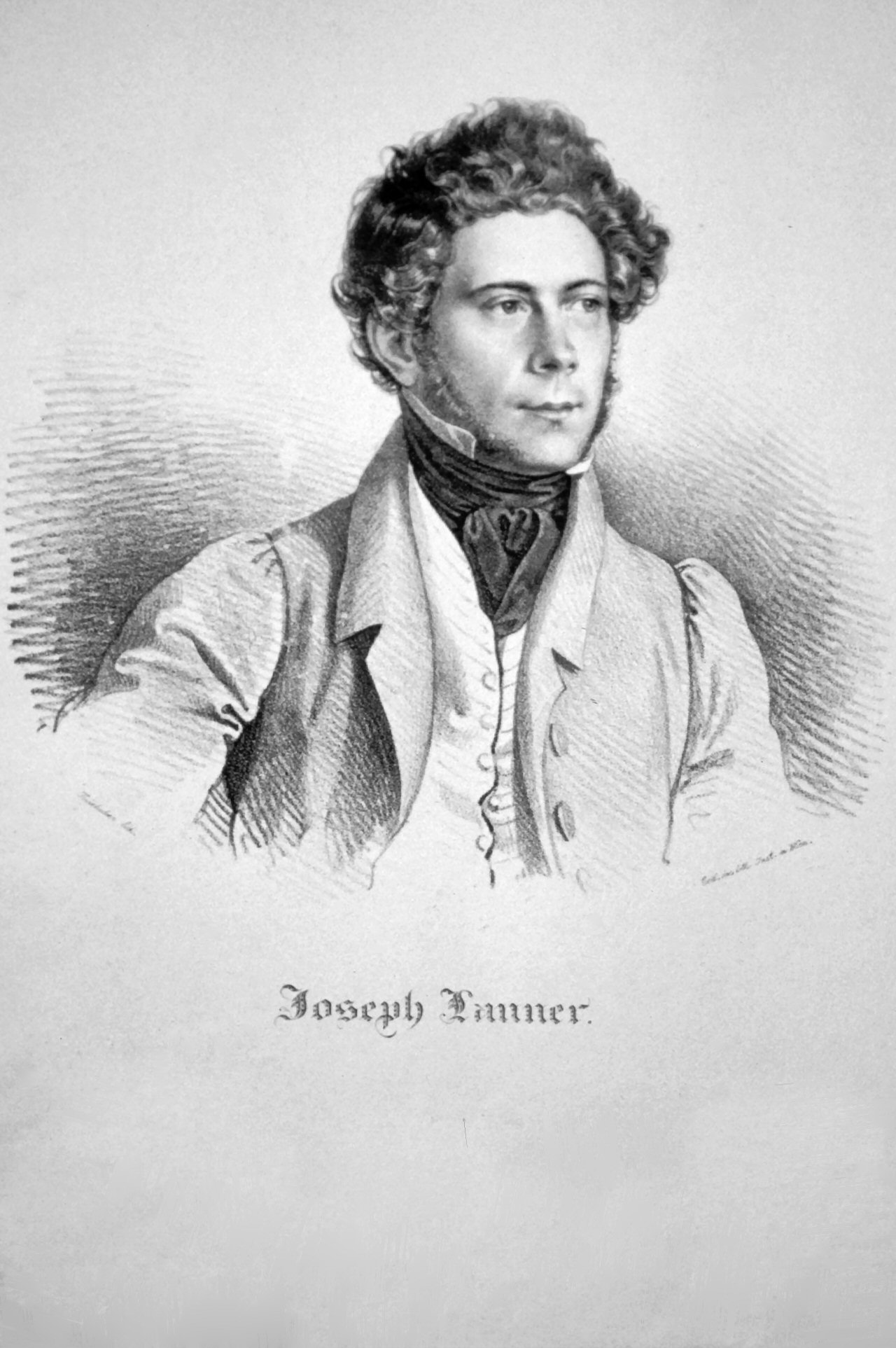
Joseph Lanner, Lithographie von Josef Kriehuber, um 1825

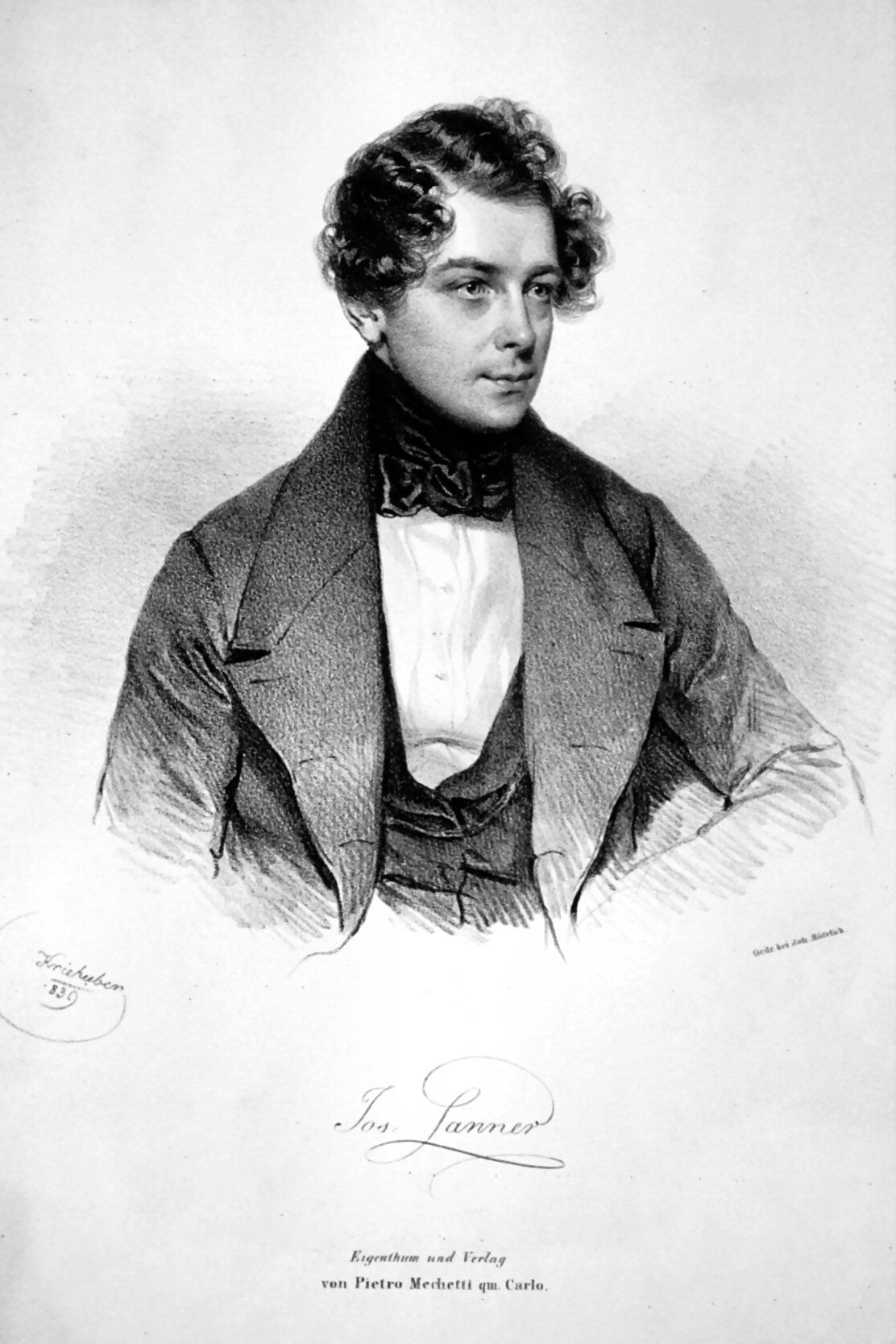
Joseph Lanner, Lithographie von Josef Kriehuber, 1839

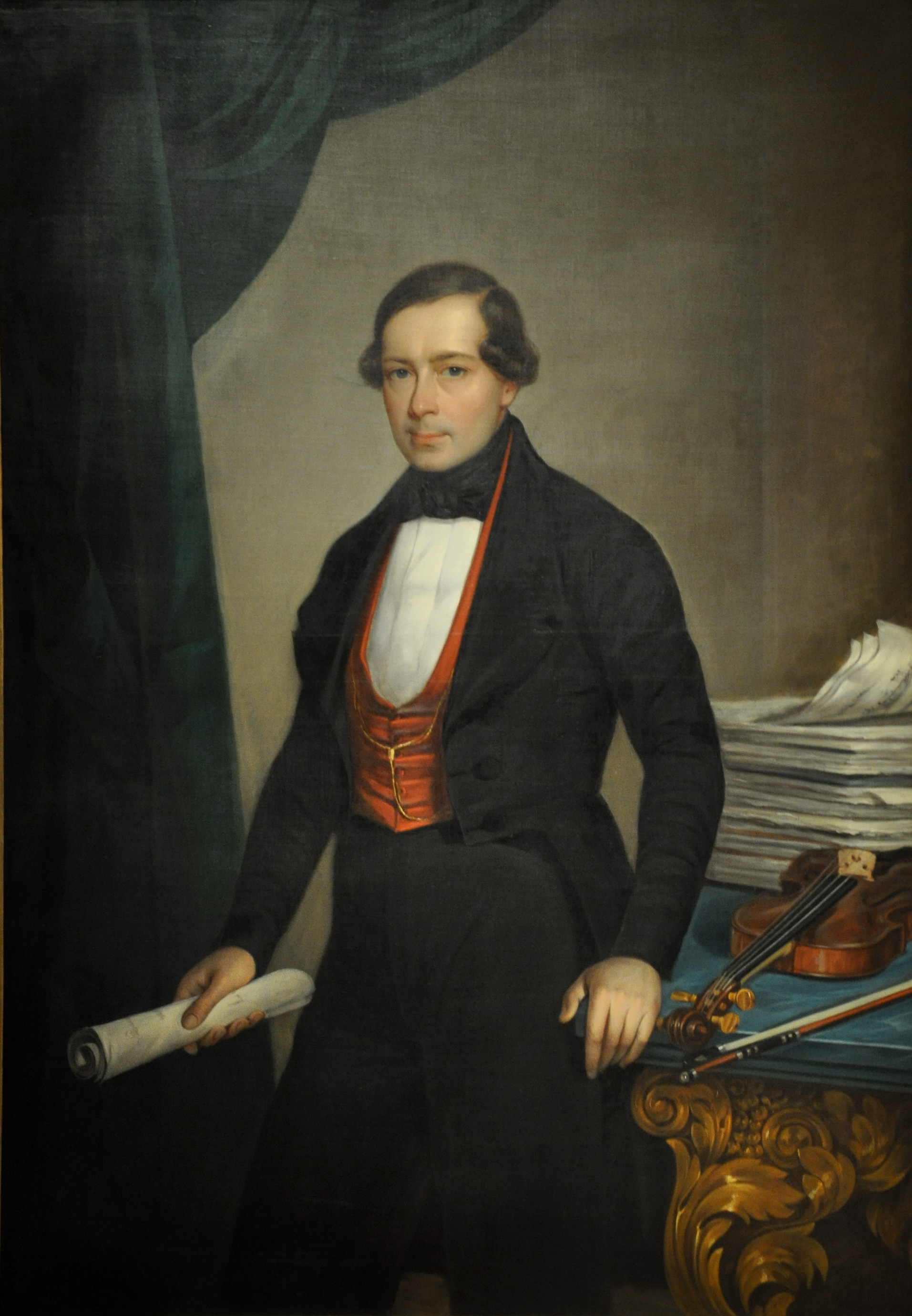
Joseph Lanner, Bildnis von Philipp Steidler, um 1840

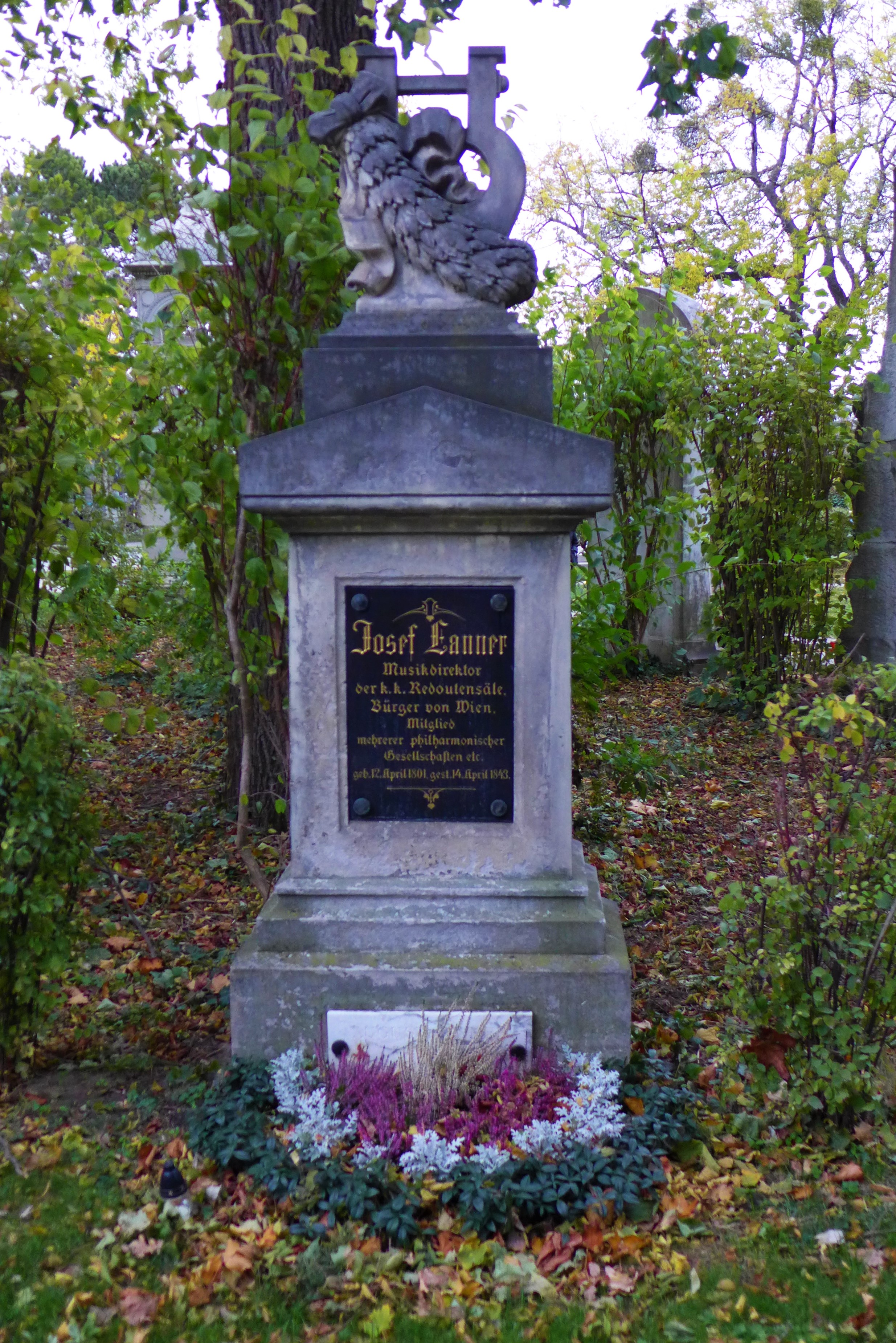
Joseph Lanner, Grabstätte auf dem Wiener Zentralfriedhof

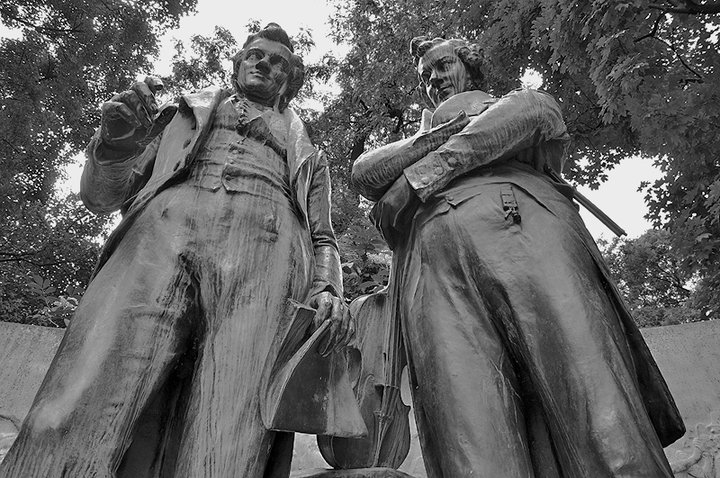
Denkmal von Johann Strauss Vater (links) und Joseph Lanner im Wiener Rathauspark

Joseph Lanner (* 12. April 1801 in Sankt Ulrich bei Wien; † 14. April 1843 Döbling bei Wien) war ein österreichischer Komponist, Violinist und Musikdirektor. Er gilt neben Johann Strauss (Vater) als derjenige, der die Popularität des Wiener Walzers entscheidend voranbrachte.

## Leben
Joseph Lanner wurde im Haus an der Mechitaristengasse 5 am Neubau (7. Wiener Bezirk) geboren. Seine Eltern waren der Handschuhmachergeselle Martin Lanner (1771–1839) und die Wirtschafterin Maria Anna Lanner geb. Scherhauff (1772–1823). Eine zunächst begonnene Graveurlehre an der Akademie der bildenden Künste schloss er nicht ab.
Über seine Anfänge als Musiker ist sehr wenig bekannt. Bereits als Kind begann er Tanzstücke zu komponieren. Seine musikalische Laufbahn begann er im Alter von 12 Jahren, als er dem Orchester seines Lehrmeisters Michael Pamer als Violinist beitrat. Hier lernte er später auch Johann Strauss sen. kennen, dessen langjähriger Freund, aber auch musikalischer Konkurrent, er werden sollte. Später leitete er ein Orchester, das aus einem von ihm gegründeten Terzett hervorgegangen war.
Im Jahre 1829 wurde er zum Musikdirektor der Redoute berufen; kurze Zeit später nahm er zusätzlich die Leitung der Wiener Regimentskapelle wahr. Es folgten mehrere Anstellungen als Musikdirektor in verschiedenen Hotels.
Am 28. November 1828 heiratete Joseph Lanner Franziska Jahns. Ihre Kinder waren die Tänzerin Katharina Lanner, der Komponist August Lanner und die ebenfalls hochbegabte, früh verstorbene Franziska Karoline Lanner (1836–1853). Lanner, dessen Ehe am 21. September 1842 gerichtlich „von Tisch und Bett getrennt“ wurde, lebte ab ca. 1838 mit Marie Kraus zusammen. Am 6. Oktober 1843 kam in Oberdöbling sein posthumer Sohn Joseph Carl Maria Kraus zur Welt.
Nachdem er an Typhus erkrankte verstarb Joseph Lanner im Alter von 42 Jahren nach einer akuten Lungenlähmung in seinem Haus in Oberdöbling. Seine sterblichen Überreste wurden zuerst auf dem alten Döblinger Friedhof in Oberdöbling beigesetzt, der später aufgelassen wurde (heute „Strauß-Lanner-Park“). Nach deren Exhumierung wurden sie und diejenigen von Strauß-Vater am 13. Juni 1904 nebeneinander auf den Wiener Zentralfriedhof (Gruppe 32 A, Nummer 16; Strauß: Nummer 15) in Ehrengräber umgebettet. Lanners Grabmal wurde vom k.u.k. Hof-Steinmetzmeister Sommer & Weniger gestaltet. Die alten Grabsteine von Lanner und Strauß-Vater wurden bei der Gestaltung des 1928 an Stelle des Friedhofs eröffneten Strauß-Lanner-Parks mit einbezogen.

## Ehrungen
- In Dresden wurde die Lannerstraße nach ihm benannt.
- Im Jahr 2001 wurde in Hannover im Stadtteil Misburg-Nord der Lannerweg angelegt.[6]
- In München wurde 1948 die Lannerstraße im Stadtteil Nymphenburg nach ihm benannt.
- Im Jahr 1894 wurde in Wien-Döbling (19. Bezirk) die Lannerstraße nach ihm benannt.

## Werke (Auswahl)
Joseph Lanner wurde als ein sehr produktiver Komponist angesehen. Die Anzahl seiner Kompositionen geht in die Hunderte. Sein musikalisches Erbe umfasst vor allem Walzer, Ländler, Galoppe, Potpourris, Tänze und Märsche. In seinen Kompositionen ist erstmals auch die typische Struktur zu finden, die für den Wiener Walzer charakteristisch werden sollte. Seine bekanntesten Walzer sind der Pesther Walzer, Die Werber, Die Hofballtänze und Die Schönbrunner. Neben Johann Strauss (Vater) zählte Lanner zu den herausragenden Tanzkapellmeistern Wiens seiner Zeit.
Walzer
- Aeskulap-Walzer, für das Piano-Forte zu vier Händen op. 113 (1837)
- Die Schönbrunner op. 200[1]
- Die Werber op. 103[1]
- Die Mozartisten op. 196
- Trennungswalzer op. 19
- Krönungswalzer
- Die Kosenden
- Abend-Sterne op. 180
- Dampf-Walzer und Galopp op. 94
- Vermählungs-Walzer
- Blumen der Lust
- Die Neapolitaner
- Hofball-Tänze op. 161
- Pesther Walzer op. 93
- Mille Fleurs
- Die Schwimmer
- Prometheus-Funken
- Grätzer Walzer

Ländler
- Dornbacher Ländler op. 9
- Kirchweih
- Blumenfest

Galoppe
- Hollabrunner
- Carrière

Potpourris
- Capriciosa
- Musikalische Revue
- Die entfesselte Phantasie
- Musikalische Reisebilder

Werke mit Melodien von Joseph Lanner
- Alt-Wien, eine Operette in drei Akten nach Musik von Joseph Lanner, zusammengestellt und bearbeitet von Emil Stern, uraufgeführt am Wiener Carltheater am 23. Dezember 1911.